# Léon Delauney
Léon Delauney, né à Laval le 31 décembre 1765 et mort en 1798 à Paris, est un écrivain et diplomate français.

## Biographie

### Origine
Fils de Pierre Delauney, négociant, et de Jeanne Verger-Douineau, il est le frère de Prosper Delauney, homme politique.[réf. nécessaire]

### Consul
Il est envoyé en Angleterre pour se former à l'anglais et étudier son gouvernement. Il devient à son retour en France avocat. Il est successivement consul de France à Oran, nommé par provisions en date du 3 juillet 1790, à Philadelphie (1795) et à Lisbonne, vice-consul en 1790.[réf. nécessaire]

### Œuvres
Il a écrit les Œuvres poétiques du citoyen Delauney, ex-consul français. Elles sont pour l'Abbé Angot ordurières et inintelligibles, sauf peut-être pour les élèves du Marquis de Sade. L'Art de plaire qui constitue le morceau le plus considérable, que l'auteur est censé adresser à son fils, file de Zulmé est à peine selon l'abbé Angot plus propre que le reste. Il fait représenter à Lille une pièce de théâtre qui est sifflée.

### Télégraphe
Il assiste à Brûlon aux premières expériences du télégraphe des frères Chappe, dont il est cousin. Claude Chappe réalisa sa première expérience publique de communication à distance entre Parcé-sur-Sarthe et Brûlon le 2 mars 1791. L'expérience consista à placer deux cadrans mobiles dotés d'aiguilles et de chiffres, appelés tachygraphe, installés respectivement dans son village natal de Brûlon, distant de 14 km, et le village de Parcé. L'expérience, qui consistait à envoyer un message dans chaque sens, fut réussie et authentifiée par un compte rendu officiel. Claude Chappe put, avec ces preuves de fonctionnement, se rendre à Paris pour promouvoir son invention.
Il aide par ses compétences linguistiques ces derniers dans la composition de la langue télégraphique. Le code d'origine développé avec l'aide de Leon Delauney en 1791 se composait d'un livre de code de 9999 entrées ; chaque mot étant représenté par un nombre. Léon Delauney compose le vocabulaire ou chiffrage qui devait s'appliquer au télégraphe aérien jusqu'en 1795. Sa méthode nécessitait pour transmettre un mot d'1 à 4 signaux, et pour plus de 90 % des mots, il en fallait toujours 4 avec en plus avant et après chaque mot la nécessité de donner un signal indicatif. La proportion de 6 devenait trop importante et ralentissait la vitesse de communication. 

### Révolution française
Il est nommé par le Comité de salut public consul de la République française à Philadelphie pour les ports de Pennsylvanie et du Delaware en 1795.
Le révérend Hughes raconte que Delauney planta un arbre de la liberté devant sa résidence, devant sa maison et, malgré toutes les remontrances, refusait de l'abattre.
Delauney est l'auteur d'un mémoire sur l'art de communiquer la pensée par des signes extérieurs, différents de l'écriture, qu'il désigne sous le nom d' authographique. Ce mémoire fait l'objet d'un rapport de Jean-Charles Borda le 16 pluviôse an VI.

### Mort
Il meurt dans des circonstances troubles en l'An VII à Paris. Son cadavre sera reconnu par François Chappe, ingénieur télégraphiste, et Jean-Baptiste Morcrette.[réf. nécessaire]
Jean Baptiste Joseph Breton de La Martinière indique dans Voyage dans la ci-devant Belgique et sur la rive gauche du Rhin en 1802 que Léon Delauney, doué d’une imagination vive et d’un esprit cultivé, se serait acquis une réputation dans les lettres, s’il n’eût pas été distrait de ses goûts par ses travaux. Il coopéra, avec les frères Chappe et l’artiste Breguet, à l’invention du télégraphe. Toute la partie des signes, de la classification des mots, etc. est de lui. Son imagination vive et brûlante lui attira bien des malheurs. Il avait attenté plusieurs fois à sa vie, et y avait échappé miraculeusement, notamment à Philadelphie, où, s’étant tiré deux coups de pistolet dans la bouche, il s’était seulement cassé trois dents, et s’était fendu les deux joues. Quatre ans environ après ce dernier accident, il s’est précipité, à deux heures du matin, par-dessus le pont des Tuileries, et s’est noyé, sans que l'on puisse soupçonner les raisons qui l’ont porté à ce suicide ; car il n’avait point de dettes, et n’était nullement dans le besoin. Quelques jours avant sa mort, il avait achevé de faire imprimer un recueil de poésies fugitives, auquel il attachait beaucoup d’importance. Sa famille ne l’a point publié. Parmi un assez grand nombre de morceaux foibles, il se trouvait de très-bonnes choses, des odes, des épîtres ou des poèmes pleins de verve.

## Publications
- Plan d'une pacification générale de l'Europe, Girardin, 1793, in-8° , 32 p[7].
- Œuvres poétiques, in-8, Paris (l'auteur et Desenne), an VI, 282p,